# الکترود کمکی
الکترود کمکی (به انگلیسی: Auxiliary electrode) الکترودی است که در محیط مورد آزمایش حلالیت ندارد و ترکیب شیمیایی را تغییر ندهد.
جنس این الکترود معمولاً از پلاتین است.

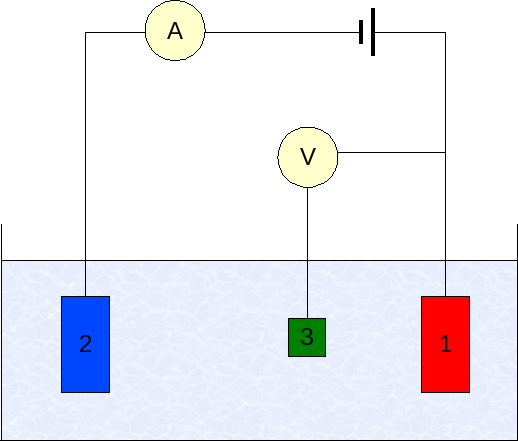
سیستم سه الکترودی:
۱) الکترود کار
۲) الکترود کمکی
۳) الکترود مرجع